# Slovanský přehled
Slovanský přehled, měsíčník Adolfa Černého, byl založen v říjnu 1898 jako pokračování Slovanského sborníku Ed. Jelínka s podtitulem „Sborník statí, dopisův a zpráv ze života slovanského”. Spolupracovníky byli odborníci čeští, slovenští i autoři ostatních slovanských národů, kde se Slovanský přehled těšil vážnosti jako objektivní pramen poznání celého Slovanstva. Pravidelným přispěvatelem z Ruska, Polska a Srbska byl i spisovatel Čeněk Slepánek. Vydávání listu přerušila první světová válka a pro svou diplomatickou činnost v cizině je mohl Adolf Černý obnovit až v roce 1925 poté, co získal podporu mladších stoupenců, z nichž první redakční kruh vytvořili r. 1927 Jos. Fiala, Antonín Frinta, V. Charvát, Em. Janoušek, H. Ripka a Jan Slavík. Pro otřesené zdraví se vzdal Černý koncem r. 1930 redakce, kterou od té doby vedl v dosavadním duchu Antonín Frinta (do roku 1939) s J. Slavíkem (nyní sám).
Od 60. let 20. století je vědeckým historickým časopisem, od počátku 90. let pak periodikem důsledně recenzovaným. Časopis dnes s dvojjazyčným názvem Slovanský přehled / Slavonic Review vychází dvakrát ročně. Publikuje příspěvky v anglickém, českém a slovenském jazyce. Vydavatelem časopisu je Historický ústav Akademie věd České republiky. Na rozdíl od jeho předválečné podoby, slučující v sobě přístup akademický s publicistickým, je nynější Slovanský přehled periodikem přísně odborným, s důrazem na moderní dějiny střední, východní a jihovýchodní Evropy. Dlouholetého šéfredaktora Miroslava Tejchmana vystřídali v roce 2010 historik a balkanista Ladislav Hladký z Masarykovy univerzity v Brně a historik a rusista Radomír Vlček z Historického ústavu Akademie věd ČR. Od roku 2022 je vedoucím redaktorem Slovanského přehledu historik a balkanista František Šístek. Mezinárodní vědeckou radu časopisu tvoří dvanáct členek a členů z řad předních odborníků působících v zahraničí, mj. historik Ivo Goldstein, slavista Marc L. Greenberg, historička Catherine Horel, antropolog Božidar Jezernik, historik Piotr M. Majewski, historik Miloš Řezník, historička Tamara Scheer, historička Dubravka Stojanović nebo slavista a literární vědec Andrew Baruch Wachtel.